# Comitatul Wucheng
Comitatul Wucheng (în chineză simplificată: 武城县; chineză tradițională: 武城縣; pinyin: Wǔchéng Xiàn) este un comitat din nord-vestul provinciei Shandong, Republica Populară Chineză, învecinată cu provinicia Hebei la nord-vest. Este administrat de orașul Dezhou⁠(d).
Populația sa era de 365.217 de locuitori în 1999.

## Diviziuni administrative
Din 2012, acest comitat este împărțit într-un subdistrict, 4 orașe și 3 municipii.
Subdistricte
- Subdistrictul Guangyun (广运街道)

Orașe
| - Wucheng (武城镇) - Laocheng (老城镇) | - Luquantun (鲁权屯镇) - Haowangzhuang (郝王庄镇) |

Municipii
- Municipiul Yangzhuang (杨庄乡)
- Municipiul Lijiahu (李家户乡)
- Municipiul Jiamaying (甲马营乡)

## Clima
| Date climatice pentru Wucheng (1991–2020 normals, extremes 1981–2010) | Date climatice pentru Wucheng (1991–2020 normals, extremes 1981–2010) | Date climatice pentru Wucheng (1991–2020 normals, extremes 1981–2010) | Date climatice pentru Wucheng (1991–2020 normals, extremes 1981–2010) | Date climatice pentru Wucheng (1991–2020 normals, extremes 1981–2010) | Date climatice pentru Wucheng (1991–2020 normals, extremes 1981–2010) | Date climatice pentru Wucheng (1991–2020 normals, extremes 1981–2010) | Date climatice pentru Wucheng (1991–2020 normals, extremes 1981–2010) | Date climatice pentru Wucheng (1991–2020 normals, extremes 1981–2010) | Date climatice pentru Wucheng (1991–2020 normals, extremes 1981–2010) | Date climatice pentru Wucheng (1991–2020 normals, extremes 1981–2010) | Date climatice pentru Wucheng (1991–2020 normals, extremes 1981–2010) | Date climatice pentru Wucheng (1991–2020 normals, extremes 1981–2010) | Date climatice pentru Wucheng (1991–2020 normals, extremes 1981–2010) |
| Luna                                                                  | Ian                                                                   | Feb                                                                   | Mar                                                                   | Apr                                                                   | Mai                                                                   | Iun                                                                   | Iul                                                                   | Aug                                                                   | Sep                                                                   | Oct                                                                   | Nov                                                                   | Dec                                                                   | Anual                                                                 |
| --------------------------------------------------------------------- | --------------------------------------------------------------------- | --------------------------------------------------------------------- | --------------------------------------------------------------------- | --------------------------------------------------------------------- | --------------------------------------------------------------------- | --------------------------------------------------------------------- | --------------------------------------------------------------------- | --------------------------------------------------------------------- | --------------------------------------------------------------------- | --------------------------------------------------------------------- | --------------------------------------------------------------------- | --------------------------------------------------------------------- | --------------------------------------------------------------------- |
| Maxima medie °C (°F)                                                  | 3.4 (38,1)                                                            | 7.6 (45,7)                                                            | 14.6 (58,3)                                                           | 21.5 (70,7)                                                           | 27.3 (81,1)                                                           | 31.8 (89,2)                                                           | 32.0 (89,6)                                                           | 30.4 (86,7)                                                           | 27.0 (80,6)                                                           | 20.9 (69,6)                                                           | 12.1 (53,8)                                                           | 4.9 (40,8)                                                            | 19,46 (67,02)                                                         |
| Media zilnică °C (°F)                                                 | −1.9 (28,6)                                                           | 1.9 (35,4)                                                            | 8.4 (47,1)                                                            | 15.1 (59,2)                                                           | 21.3 (70,3)                                                           | 26.0 (78,8)                                                           | 27.3 (81,1)                                                           | 25.7 (78,3)                                                           | 21.3 (70,3)                                                           | 14.8 (58,6)                                                           | 6.5 (43,7)                                                            | −0.2 (31,6)                                                           | 13,85 (56,93)                                                         |
| Minima medie °C (°F)                                                  | −6.1 (21)                                                             | −2.6 (27,3)                                                           | 3.2 (37,8)                                                            | 9.5 (49,1)                                                            | 15.7 (60,3)                                                           | 20.5 (68,9)                                                           | 23.1 (73,6)                                                           | 21.8 (71,2)                                                           | 16.8 (62,2)                                                           | 9.9 (49,8)                                                            | 2.0 (35,6)                                                            | −4.1 (24,6)                                                           | 9,14 (48,46)                                                          |
| Minima istorică °C (°F)                                               | −21.6 (−6.9)                                                          | −15.7 (3,7)                                                           | −8.8 (16,2)                                                           | −1.7 (28,9)                                                           | 4.6 (40,3)                                                            | 10.3 (50,5)                                                           | 17.0 (62,6)                                                           | 12.8 (55)                                                             | 4.9 (40,8)                                                            | −3.6 (25,5)                                                           | −16.2 (2,8)                                                           | −20 (−4.0)                                                            | −21,6 (−6,9)                                                          |
| Precipitații mm (inches)                                              | 3.1 (0.122)                                                           | 8.2 (0.323)                                                           | 6.6 (0.26)                                                            | 27.8 (1.094)                                                          | 44.4 (1.748)                                                          | 71.7 (2.823)                                                          | 132.6 (5.22)                                                          | 132.0 (5.197)                                                         | 44.2 (1.74)                                                           | 31.1 (1.224)                                                          | 17.5 (0.689)                                                          | 3.2 (0.126)                                                           | 522,4 (20,567)                                                        |
| Umiditate [%]                                                         | 61                                                                    | 57                                                                    | 52                                                                    | 55                                                                    | 59                                                                    | 59                                                                    | 75                                                                    | 80                                                                    | 73                                                                    | 65                                                                    | 65                                                                    | 63                                                                    | 63,7                                                                  |
| Nr. de zile cu precipitații (≥ 0.1 mm)                                | 1.7                                                                   | 3.2                                                                   | 2.6                                                                   | 5.0                                                                   | 6.3                                                                   | 7.8                                                                   | 11.4                                                                  | 9.6                                                                   | 6.1                                                                   | 5.3                                                                   | 4.0                                                                   | 2.1                                                                   | 65,1                                                                  |
| Nr. mediu de zile cu ninsoare                                         | 2.8                                                                   | 3.0                                                                   | 0.8                                                                   | 0.2                                                                   | 0                                                                     | 0                                                                     | 0                                                                     | 0                                                                     | 0                                                                     | 0                                                                     | 1.0                                                                   | 2.0                                                                   | 9,8                                                                   |
| Ore însorite                                                          | 152.2                                                                 | 155.0                                                                 | 214.5                                                                 | 234.8                                                                 | 259.4                                                                 | 227.6                                                                 | 195.0                                                                 | 196.9                                                                 | 188.9                                                                 | 187.6                                                                 | 161.4                                                                 | 153.2                                                                 | 2.326,5                                                               |
| Sursă: Administrația Meteorologică din China                          |                                                                       |                                                                       |                                                                       |                                                                       |                                                                       |                                                                       |                                                                       |                                                                       |                                                                       |                                                                       |                                                                       |                                                                       |                                                                       |